# Франк Влёры
Франк Влёры (алб. Frank) — денежные знаки, выпускавшиеся в 1924—1926 годах в городе Влёра (Албания). Франк = 100 киндтаров (алб. qindtar). Выпускался только в виде банкнот. В 1926 году был заменён на албанский франк.
| Изображение     | Изображение       | Номинал      | Размеры (мм) | Основной цвет | Описание        | Описание          | Описание     | Дата выпуска в обращение | Дата изъятия из обращения |
| Лицевая сторона | Оборотная сторона | Номинал      | Размеры (мм) | Основной цвет | Лицевая сторона | Оборотная сторона | Водяной знак | Дата выпуска в обращение | Дата изъятия из обращения |
| --------------- | ----------------- | ------------ | ------------ | ------------- | --------------- | ----------------- | ------------ | ------------------------ | ------------------------- |
|                 |                   | 10 киндтаров | нет данных   | нет данных    | нет данных      | нет данных        | нет данных   |                          |                           |
|                 |                   | 25 киндтаров | нет данных   | нет данных    | нет данных      | нет данных        | нет данных   |                          |                           |
|                 |                   | 1 франк      | нет данных   | нет данных    | нет данных      | нет данных        | нет данных   |                          |                           |
|                 |                   | 2 франка     | нет данных   | нет данных    | нет данных      | нет данных        | нет данных   |                          |                           |